# Aero Mongolia
A Aero Mongolia é uma companhia aérea com sede na cidade de Ulaanbaatar, a capital da Mongólia. Sua base principal é o Aeroporto Internacional Chinggis Khaan.
A companhia foi estabelecida em 2002 e iniciou suas operações em 25 de maio de 2003.

## Frota
A frota da Aero Mongolia inclui os seguintes aviões (até agosto de 2006):
- 2 Fokker 50
- 2 Fokker 100